# Cyclocephala paraguayensis
Cyclocephala paraguayensis är en skalbaggsart som beskrevs av Gilbert John Arrow 1903. Cyclocephala paraguayensis ingår i släktet Cyclocephala och familjen Dynastidae. Utöver nominatformen finns också underarten C. p. marginella.